# José Ramón Tuero del Prado
José Ramón Tuero del Prado (Gijón, 19 de marzo de 1971) es un político español. Es diplomado en magisterio, especialidad educación física, por la Universidad de León. Fue alcalde de Mansilla de las Mulas entre 1999 y 2003 y concejal del Ayuntamiento de Gijón entre 2007 y 2012 y desde 2019 por el PSOE, además de director general de Deportes del Principado de Asturias entre 2012 y 2019.

## Biografía y trayectoria política
Se crio enfrente del Ateneo Obrero de Gijón, en la casa de sus abuelos maternos, Manolo "el Zapatero" y Luisa, en el barrio gijonés de La Calzada. Durante los veranos, pasaba con ellos el período estival en la localidad leonesa de Mansilla de las Mulas. Participó activamente en su adolescencia y juventud en iniciativas juveniles y deportivas de su barrio, afiliándose a las Juventudes Socialistas con 18 años, en 1989. Tras pasar por diferentes cargos orgánicos de las Juventudes Socialistas de Gijón, asume la Secretaría General entre 1992 y 1995. En 1995 se traslada a vivir a Mansilla de las Mulas. 
En Mansilla de las Mulas encabeza la candidatura del PSOE en este municipio leonés en las elecciones municipales españolas de 1995, quedando la Corporación Municipal compuesta por 5 concejales del PP, 2 del PSOE, 1 de la UPL y 1 de IU. En esos años, también es responsable del Departamento de Juventud de la FSP de UGT de León. 
En las elecciones municipales españolas de 1999, el PSOE gana por primera vez en la historia democrática de Mansilla de las Mulas, gracias a sus 5 concejales, el PP 3 y la UPL, 1, y Tuero se convierte en alcalde con apenas 28 años. En ese mandato fue vocal de la comisión de Circulación y Transportes de la Federación Española de Municipios y Provincias, así como de la Comisión de Vivienda de la Delegación Territorial de León de la Junta de Castilla y León.
En el año 2000, cuando José Luis Rodríguez Zapatero vence en las primarias del Congresos Federal del PSOE, este deja vacante la Secretaría General del PSOE leonés provincial. Ramón Tuero, junto a otros cuatro alcaldes jóvenes de la provincia (Santovenia de la Valdoncina, Santa Cristina de Valmadrigal, Castrocalbón y Llamas de la Ribera) encabeza una lista alternativa a la "oficial" y se lleva el 31 % de los votos de los delegados del IX Congreso Provincial del Partido Socialista de León. El candidato ganador fue Miguel Martínez Fernández, alcalde de San Andrés del Rabanedo.
En las elecciones municipales españolas de 2003, el PSOE vuelve a ganar en Mansilla de las Mulas, con 4 concejales, los mismos que el PP y 1 de la UPL. Ramón Tuero sigue de alcalde hasta que perdió el apoyo de UPL, dejando la alcaldía en septiembre. poco después deja su escaño de concejal, en 2004, para incorporarse como asesor al Grupo Municipal Socialista del Ayuntamiento de Gijón, por decisión del secretario general del PSOE de Gijón, José Manuel Sariego.
Es incluido en la candidatura electoral del PSOE en las elecciones municipales de España de 2007 en Gijón y tras ser elegido concejal, es nombrado por la alcaldesa socialista Paz Fernández Felgueroso como Concejal delegado de Deportes y Presidente del Patronato Deportivo Municipal. Repite como concejal en Gijón en las elecciones municipales de España de 2011, hasta que en junio de 2012 es nombrado director general de Deporte del Gobierno del Principado de Asturias presidido por Javier Fernández Fernández, dejando su acta de concejal. 
En octubre de 2018 pierde unas elecciones primarias para elegir candidato del PSOE al Ayuntamiento de Gijón contra Ana González. La diferencia es de tan solo 19 votos. Se mantiene como director general de Deportes hasta enero de 2019, cuando retorna al Ayuntamiento de Gijón para ocupar la plaza vacante de concejal provocada por la renuncia de Begoña Fernández y después de que la diputada Natalia González, la siguiente en la lista, renunciase a ocupar ese cargo.
Tuero es incluido en las listas electorales de la candidata del PSOE Ayuntamiento de Gijón Ana González para las elecciones municipales de 2019. Tras ganar Ana González la alcaldía y Tuero renovar su puesto como concejal en la Corporación 2019-2023, es nombrado Concejal de Actividad Física, Deporte y Distrito Rural.
Fue añadido en las listas electorales de Luis Manuel Flórez para las elecciones municipales de mayo de 2023. Salió reelegido concejal en el Ayuntamiento de Gijón en la Corporación 2023-2027.

## Relación con el deporte
José Ramón Tuero, inicia sus primeros pasos en el deporte, junto a sus hermanas, como nadadores de las Escuelas Deportivas del Club Natación Santa Olaya. Posteriormente, juega en los equipos infantiles y juveniles del Revillagigedo Club de Fútbol. Una vez concluida su etapa juvenil, toma contacto con deportes variados como el ajedrez, el triatlón, la vela o el bádminton. Se forma como monitor de estos tres últimos deportes al igual que de aeróbic o pádel. También participa como voluntario en las olímpiadas de Barcelona 92. En su periplo leonés, juega nueve temporadas (desde 1995 hasta 2004) en el equipo de fútbol regional, Mansilla Club de Fútbol. Finaliza dos Ironman en Lanzarote, en los años 2000 y 2004. Y actualmente, sigue practicando deporte regularmente así como en carreras populares de diferentes distancias y forma parte del equipo master de Natación del Club Natación Santa Olaya.